# Келлі МакГеррі
Келлі МакГеррі (англ. Kelly McGarry; 17 квітня 1982 — 1 лютого 2016) — відомий новозеландський фрірайд маунтейнбайкер. Став відомою особистістю після нагороди «Найкращий Трюк» на RedBull Rampage в 2013 році, коли він виконав заднє сальто над 30-метровим каньойоном. Відео, яке було знято ним в момент виконання трюку і опубліковано на YouTube, набрало більше ніж 30 мільйонів переглядів. Келлі був одним з найвеселіших і найхаризматичніший райдерів. Як професійний спортсмен, брав участь в багатьох змаганнях: RedBull Crankworx, RedBull Rampage, X Games. 

## Ранні роки життя та кар'єра
МакГеррі народився у Вейкфілді, Нова Зеландія, у невеликому поселенні біля Нельсона. МакГеррі почав з катання на BMX велосипеді, а пізніше в 2006 році брав участь в гонках байкер-кросі. Пізніше він перейшов на гірський велосипед для фрірайду.  Його найвідомішим і найпопулярнішим подвигом був його 72-футовий зворотний зліт над розривом каньйону під час Red Bull Rampage у 2013 році. З понад 40 млн переглядів на YouTube маунбайкер отримав срібну медаль у тогорічному RedBull Rampage. МакГаррі також був відомий участю у сміливих подіях, які схожі до таких подій, як Red Bull Sky Gate. Він отримав важку травму в Sky Gate, який вивів його на декілька місяців з гри. Багато тих, хто знали МакГаррі особисто вважали його "одним з найприємніших і найсмішніших хлопців, які коли-небудь зустрічалися"".

## Смерть
Загинув 1 лютого 2016 року о 16:14 в місті Отаго, коли під час спуску в нього зупинилося серце.
Два фельдшери з Квінстауна були доставлені повітряним шляхом до віддаленої частини траси, приблизно за 45 хвилин ходьби від вершини Skyline Gondola, після повідомлень про гірського байкера, що потребує медичної допомоги. Менеджер території Сент-Джон Центральні озера Кельвін Перріман сказав, що "зрозуміло, що МакГаррі помер на місці події".